# Paléographie musicale
La Paléographie musicale est une série de publications, composée principalement des photographies et des fac-similés de manuscrits, et fondée auprès de l'abbaye Saint-Pierre de Solesmes en 1889 par Dom André Mocquereau, afin de promouvoir les études scientifiques et la restauration du chant grégorien.
Son titre complet est la Paléographie musicale, les principaux manuscrits de chant grégorien, ambrosien, mozarabe, gallican, publiés en fac-similés phototypiques par bénédictins de Solesmes. En dépit de plus de cent ans des publications, la plupart des tomes sont encore disponibles auprès des Éditions de Solesmes.

## Histoire

### Situation du chant grégorien après le congrès d'Arezzo
Le milieu du XIXe siècle s'illustrait d'un mouvement dynamique de la restauration du chant grégorien, à la suite des découverts des chercheurs tels Félix Danjou, Louis Lambillotte. En 1860, le premier congrès fut tenu à Paris. Pareillement, après avoir rétabli la liturgie traditionnelle, l'abbaye Saint-Pierre de Solesmes avait accueilli les deux moines qui étaient capables d'étudier ce chant, Dom Paul Jausions en 1854 et Dom Joseph Pothier en 1858. Puis en 1882, le congrès européen du chant liturgique eut lieu à Arezzo.
D'ailleurs, auprès du Vatican, quoiqu'il ne s'agît jamais de chant officiel, l'Édition de Ratisbonne selon la maison d'édition Pustet de Ratisbonne ou néo-médicéenne, version remaniée (1871) de l'Édition médicéenne au XVIIe siècle, était singulièrement autorisée, avec 30 ans de privilège octroyé en 1870. Ainsi l'édition opposait-elle toujours à la restauration de Solesmes.
Si ce colloque d'Arezzo était considéré en tant que champ de bataille entre la restauration du chant et l'Édition de Ratisbonne, le congrès se distinguait surtout de plusieurs communications scientifiques de Dom Pothier et des offices célébrés selon les chants restaurés et choisis dans le futur Liber gradualis dont la publication était attendue. La conférence se termina en adoptant sa conclusion en faveur de la restauration ainsi qu'en souhaitant que le Vatican ratifie ses propositions.
Le Saint-Siège sortit nonobstant le 26 avril 1883 le décret Romanorum pontificum sollicitudo en désapprouvant les vœux du congrès d'Arezzo et, à nouveau, approuva l'Édition de Ratisbonne. En dépit de ce bouleversement décevant, l'abbé Charles Couturier a fait preuve de persévérance et de prudence de sorte que les publications des livres de chant grégorien restauré se continuèrent, en évitant soigneusement le conflit avec Rome. Par exemple, le Liber gradualis fut étrenné le 11 juillet 1883, le jour de la fête de saint Benoît de Nursie, autorisé par son ordre et réservé uniquement à l'usage des monastères bénédictins en France. Ce livre de chant était exactement ce que l'Édition néo-médicéenne voulait changer.

### Création

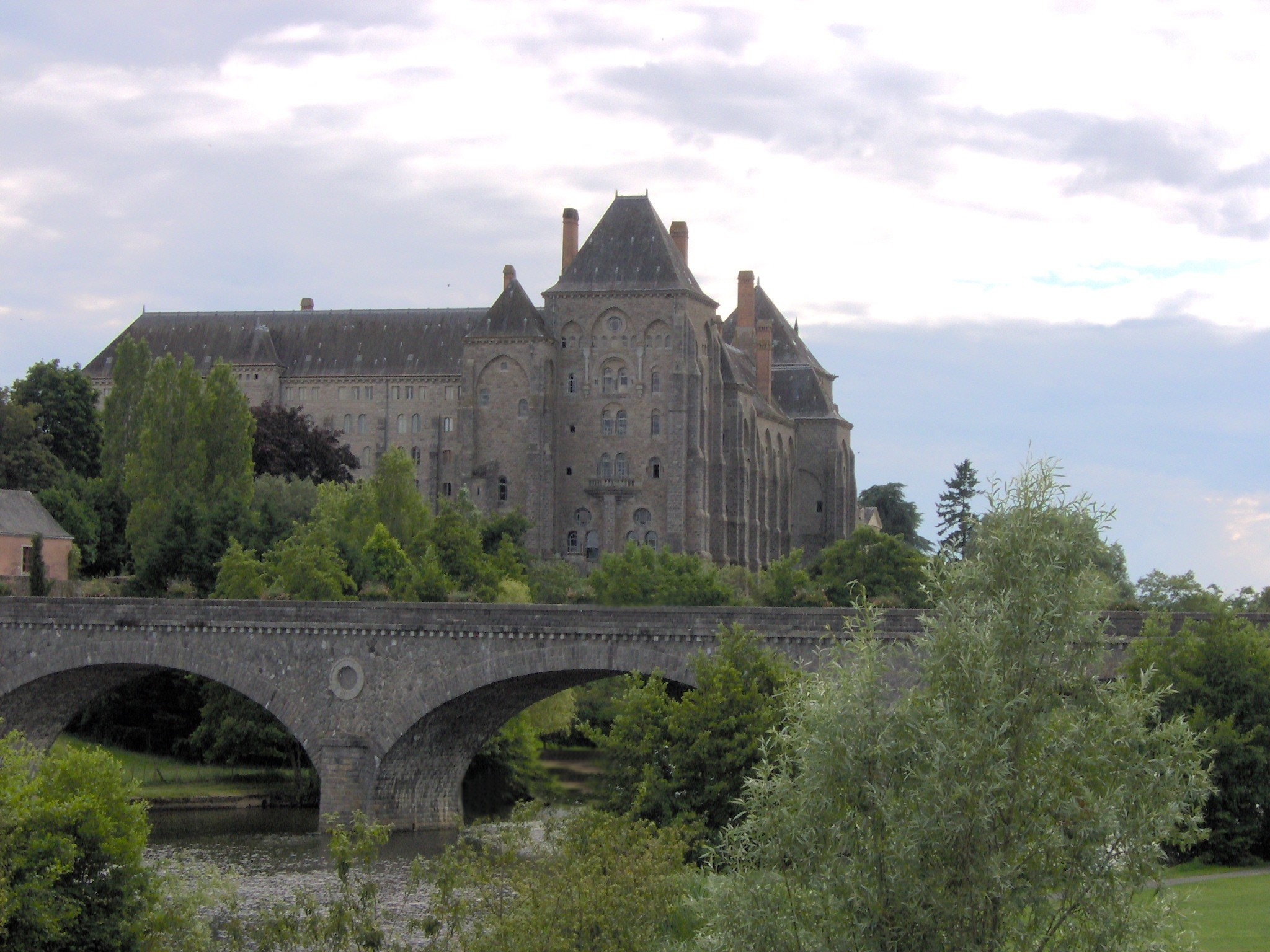
La série Paléographie musicale fut créée auprès de l'abbaye Saint-Pierre de Solesmes et est toujours éditée scientifiquement.

La particularité de Dom Mocquereau, c'était sa carrière avant d'arriver à Solesmes. Le 6 juin 1849, il naquit à la Tessoualle, dans une famille très cultivée et son père était médecin. Le jeune André devint un violoncelliste talentueux, consacré à la musique de chambre de Joseph Haydn, de Mozart. À Cholet, il était un membre de l'orchestre d'amateurs, dirigé par Charles Dancla qui souhaitait que ce jeune musicien vienne au Conservatoire de Paris. Par ailleurs, une de ses sœurs devint moniale, ainsi qu'organiste, de l'abbaye Sainte-Cécile de Solesmes en 1873. Enfin, ce musicien aussi frappa à la porte de Solesmes, le 22 juillet 1875, à l'âge de 26 ans.
Le premier abbé Dom Prosper Guéranger était décédé en janvier. Pour le nouvel abbé Dom Charles Couturier, la valeur du jeune moine était effectivement bienveillante. Avant la création de la schola ainsi que la nomination de Dom Mocquereau comme maître de chœur par l'abbé en 1889, ce moine commença à intensifier ses recherches de manière plus systématique, plus précisément, à compléter un catalogue des principaux manuscrits notés ainsi qu'à ressembler des traités de musique de l'antiquité. Vraisemblablement, l'Album paléographique de la Société de l'École des chartes, sorti en 1887, avait inspiré la méthode scientifique à Dom Mocquereau.
L'idée principale de ce dernier était la publication de ces manuscrits. Mais celle-ci provoqua de nombreuses résistances et même de contradictions auprès du monastère, car, en sortant et préparant plusieurs livres de chant en grégorien, les finances de l'abbaye n'étaient pas favorables pour lancer un projet incertain,. Dom Pothier, quant à lui, était aussi opposant, notamment en craignant que ses ouvrages dont le Liber gradualis ne soient corrigés. Cette opposition était tellement forte que le directeur de la série, autorisée grâce au courage de l'abbé Couturier, dut rendre hommage à Sainte Vierge, en lui promettant, si le succès la couronnait, d'en offrir le premier volume à Notre Dame de Chartres. L'abbé ratifia et répartit volontairement ce vœu.
Si Dom Couturier avait pu décider d’autoriser la publication, c'était grâce aux interventions et soutien de quelques bénédictins importants. Parmi eux, le cardinal Jean-Baptiste-François Pitra applaudit avec enthousiasme, à Rome. Il y décéda juste après la première publication. Dom Fernand Cabrol et Dom Paul Cagin n'hésitèrent pas à intervenir.
Par précaution, Dom Mocquereau demanda à Alexandre Guilmant s'il valait mieux publier la collection de la paléographie. Ce musicologue répondit le 19 octobre 1888 en lui écrivant : « J'approuve de toutes mes forces l'idée de publier ce Recueil de Paléographie musicale et je ferai tous mes efforts pour vous procurer des souscripteurs. » Guilmant y fit souscrire le Comité de la société des compositeurs de musique.
La première Paléographie musicale en tant que recueil trimestriel fut sortie en janvier 1889. Les huit premiers recueils (janvier 1889 - octobre 1890) furent intégrés en un volume de livre, déjà en 1889. Jusqu'en 1956, ces deux formes coexistaient.
En 1890, l'abbé Dom Couturier décéda. Le 4 août 1891, le nouvel abbé Dom Paul Delatte et Dom Mocquereau arrivèrent à la cathédrale de Chartres, en y apportant et déposant dans le trésor au pied de la châsse le premier volume orné d'une splendide reliure, afin d'accomplir le vœu de l'abbé Dom Couturier.

### Son succès
Cette publication connut finalement un grand succès. Car, de nombreuses académies européennes furent convaincues avec sa valeur scientifique. Surtout, grâce aux tomes II et III, l'irrégularité de l'Édition néo-médicéenne, faussement attribuée à Giovanni Pierluigi da Palestrina, était devenu évidente, en comparaison d'une immense uniformité des manuscrits anciens présentée par Dom Mocquereau.
Onze ans après de la parution de série, mais avant l'expiration du privilège de Ratisbonne, Jules Combarieu dénonça déjà le triomphe de la Paléographie musicale, dans sa thèse :

« Leur objet initial (abandonné aujourd'hui, j'imagine, comme pleinement atteint) était de montrer que les éditions de chant, généralement en usage et même recommandées par la Cour de Rome, n'étaient ni conformes à la tradition, ni grammaticalement correctes. »

— Jules Combarieu, La musique au Moyen-âge, dans la Revue de synthèse, tome I, I-1, p. 84 - 110 (1900)
Pour cette réussité, il fallait aussi les soutiens des spécialistes. Ainsi, en tant qu'ancien élève de l'École nationale des chartes, Pierre Aubry, jeune professeur de l'Institut catholique de Paris, aidait l'atelier jusqu'à son décès inattendu en 1910. Jules Combarieu était également l'un des défendeurs les plus importants de la Paléographie musicale,. Le Dr Peter Wagner, futur membre allemand de la commission pontificale formée en 1904 pour l'Édition Vaticane en grégorien, venait à Solesmes afin d'encourager les travaux de l'atelier. Grâce à ces collaborations ainsi qu'à la publication trimestrielle, la restauration du chant grégorien sortit effectivement de son anonymat.
Donc, cette série fonctionnait également comme revue du chant grégorien. En 1927, lorsque Dom Mocquereau sortit son deuxième tome du Nombre musical grégorien ou rythmique grégorienne, il avait écrit dans l'avant-propos : « Au cours de l'impression de ce volume, nous nous sommes décidés à supprimer, non sans regrets, plusieurs chapitres importants sur les Cursus métrique et tonique, les liquescences, la Psalmodie, l'Hymnodie, etc. […] Ce qui nous rassure et nous console, c'est que plusieurs ont été déjà amplement traités dans les volumes parus de la Paléographie musicale, ou même dans la Revue grégorienne, plus à portée de la masse des lecteurs. »

### Période difficile

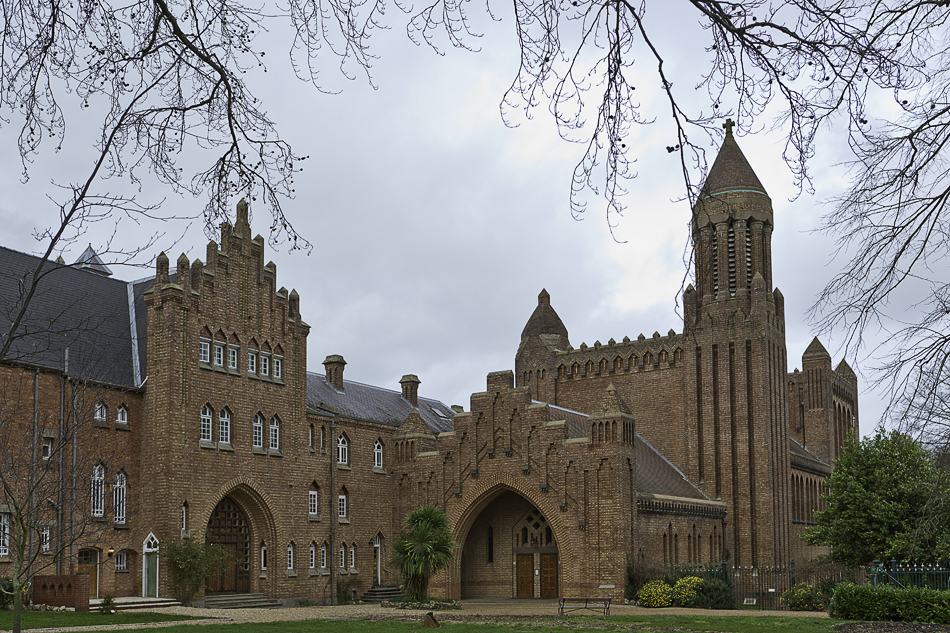
L'abbaye Notre-Dame de Quarr en Angleterre à laquelle demeurait en exil le premier directeur de l'Atelier de la paléographie musicale, Dom André Mocquereau, avec ses collègues.

Ne pouvant plus sortir la série lui-même, à partir du tome VII, l'atelier devait confier sa publication aux Éditions Desclée en Belgique, jusqu'à ce qu'arrive la Deuxième Guerre mondiale, c'est-à-dire jusqu'au tome XV sorti en 1937. Cette édition religieuse était heureusement située non seulement près de la frontière, à Tournai, mais aussi des abbayes auxquelles les religieux de la congrégation de Solesmes étaient réfugiés. Il fallait que la publication de tous les deux tomes VII et VIII soit effectuée en 1901, en tant qu'un seul volume. Nonobstant, la situation non favorable obligea l'atelier à repousser les pages des phototypies jusqu'en 1905. C'est la raison pour laquelle furent exceptionnellement imprimées les années « 1901 - 1905 » sur la couverture du tome VIII.
Par ailleurs, jusqu'en 1904, la publication fut effectuée sans nom des auteurs ni celui de directeur, en manière d'anonyme, « les Bénédictins de Solesmes ». Après avoir subi de nombreuses attaques des opposants, l'abbaye décida de la publier « Sous la Direction de Dom André Mocquereau, Prieur de Solesmes » à partir du mois de juillet 1904. Pareillement, les collaborateurs à l'atelier furent révélés : Dom Cabrol, Dom Cagin, puis Dom Delpech. Il demeurait une autre raison importante. Il était tellement difficile que les musicologues citent ses articles sans nom d'auteur.

### Succession
Après que le nouvel abbé Dom Germain Cozien  eut été nommé en 1921, les moines commencèrent à retourner à Solesmes. Selon la demande de l'abbé, Dom Mocquereau y retourna à la fin du mois de septembre 1922, et tous les manuscrits auprès de l'abbaye Notre-Dame de Quarr furent réintégrés à l'atelier de Solesmes. Dès 1927, Dom Joseph Gajard se consacrait à la rédaction de l'Antiphonale monasticum et Dom Mocquereau l'aidait. Aussi, à la suite du décès du premier directeur de l'atelier en 1930, Dom Gajard lui succéda-t-il. Le tome XIII était donc le dernier que Dom Mocquereau avait sorti et les XIV et XV étaient en train d'être édités. Les texte et tables du tome XIV furent achevés par Dom René-Jean Hesbert, en faveur d'assurer sa publication. Il s'agit des derniers ou volumes à la première moitié du XXe siècle
Une fois la Deuxième Guerre mondiale commencée en 1939, l'abbaye dut interrompre son activité d'édition. Plusieurs moines d'atelier furent en effet emprisonnés. Par exemple, Dom René-Jean Hesbert le fut en mai 1940, puis Dom Pierre Rullon qui avait calligraphié la liste des 600 manuscrits photographiés par Dom Paul Blanchon-Lasserve, Dom Amand Ménager et Dom Maur Sablayrolles entre 1905 et 1914. Dom Jacques Froger, qui serait l'auteur de quelques tomes après la guerre, fut également envoyé en captivité. À la fin de l'année 1940, l'Atelier de la paléographie musicale ne comptait que deux moines, le directeur Dom Gajard et Dom Pierre Combe. Les 600 cartons de photos attendaient la reprise des travaux.
À mesure que l'occupation s'organisait, plus d'archives françaises furent visitées par les chercheurs allemands, pour trouver les documents les plus importants. En décembre 1940, parmi trois musicologues au service du Sonderstab Musik, le Dr Karl Gustav Fellerer visita brutalement l'abbaye de Solesmes, accompagné d'une dizaine de soldats et d'un camion. Ils annoncèrent à Dom Gajard que les manuscrits de l'atelier devaient être transférés à Berlin, si leur qualité était assez bonne pour améliorer la recherche allemande. Néanmoins, le Dr Fellerer quitta le monastère sans enlèvement des documents de la Paléographie musicale, officiellement sous prétexte que les photos de manuscrits et tableaux étaient trop vieux et ne valaient pas le transfert en Allemagne. Pourtant, selon l'ancien président de l'Institut pontifical de musique sacrée Johannes Overath, le professeur Fellerer savait bien que si tout ce matériel avait été transporté outre-Rhin, il aurait été dispersé et définitivement perdu,.

### Reprise dès 1948 et Atelier florissant
Après avoir subi ces périodes désastreuses, l'Atelier de la paléographie musicale connut un événement vraiment important. Il s'agissait du début de l'amplification de cet atelier. En 1947, le Saint-Siège nomma Mgr Higinio Anglés président de l'Institut pontifical de musique sacrée. L'année suivante, ce musicologue espagnol visita l'abbaye de Solesmes, afin de lancer son projet de l'édition critique, un nouveau graduel du Vatican. Le monastère manquait de personnels, en envoyant 20 moines à Fontgombault, de sorte que l'abbaye Notre-Dame soit rétablie. L'abbé Dom Germain Cozien accepta finalement cette proposition. S'il l'avait refusée, les manuscrits auraient été transférés à Rome et l'atelier aurait disparu.
Dans cette optique, une équipe fut organisée sans délai, sous la direction officielle de la Paléographie musicale, encore Dom Joseph Gajard. Il s'agissait de cinq moines : Dom Eugène Cardine, Dom Jacques Froger, Dom Jacques Hourlier, Dom Pierre Combe et Dom Michel Huglo. Certes, le fondateur Dom Mocquereau était un grand musicien et chercheur. Mais ses études avaient été effectuées sous influence de la musique moderne. Au contraire, cette nouvelle équipe de la Paléographie musicale récolta de nombreux découverts authentiques selon la nature du chant grégorien, en établiant une nouvelle science, sémiologie grégorienne.
En 1955, lors du rétablissement de la publication auprès de l'abbaye, une modification fut effectuée au regard de la rédaction. La Paléographie musicale est dorénavant exclusivement réservée à la reproduction photographique des manuscrits. En faveur d'autres études, une nouvelle revue les Études grégoriennes fut fondée,.
Cependant, à la suite de cette séparation, la publication de la Paléographie musicale devint moins fréquente. Ainsi, après le tome XXII sorti en 2001, aucun nouveau volume ne fut publié, jusqu'en 2014. En outre, des manuscrits sont de nos jours disponibles en ligne, parfois en couleurs. Les couleurs d'encre sont effectivement importantes, afin d'établir le nombre de notateurs. De plus, la qualité d'image est souvent meilleure que celle d'anciennes photographies. Toutefois, il est vrai que l'abbaye continuait à réimprimer des anciens tomes. Un certain nombre de manuscrits auraient été perdus pendant cent ans, par exemple, à cause des guerres.
En 2014, après 13 ans de suspension, l'atelier publia son tome XXIII en couleur, les fac-similés d'un manuscrit de l'abbaye territoriale du Mont-Cassin, Ms. 542.

## Publication

### Maisons d'édition
D'abord, jusqu'au tome VI, la publication était exécutée auprès de l'Imprimerie Saint-Pierre à Solesmes.
Ensuite, à la suite d'un vandalisme culturel, la loi du 1er juillet 1901, le monastère ne put pas continuer à publier la Paléograpie musicale lui-même. Désormais, la publication était confiée aux Éditions Desclée en Belgique.
Comme les publications des tomes XVIII, XIX et XX furent exceptionnellement effectuées chez Éditions Herbert Lang à Berne, il est difficile à reprendre ces volumes. Dans les années 1970, Herbert Lang effectua certainement sa réimpression de quelques tomes, d'une part selon ses volumes numérisés. D'autre part d'après un catalogue publié en 1974, la maison d'édition suisse possédait tous le droit de publication du tome I au tome XV, réimprimés entre 1971 et 1974,.
Enfin, la publication est aujourd'hui assurée à nouveau par l'abbaye au nom des Éditions de Solesmes. Il semble que leurs droits de publication soient complexes, d'après cet enchaînement. Toutefois, Solesmes n'hésite pas à réimprimer les anciens tomes, pour les chercheurs. Par conséquent de nos jours, la réimpression de la plupart des volumes fut établie et ces livres neufs sont toujours disponibles (voir leur ISBN au-dessous).

### Publication en tant que série trimestrielle
La publication de la Paléographie musicale fut effectuée, à vrai dire, en deux étapes jusqu'en 1956. Celle qui concernait essentiellement était le « Recueil trimestriel », sortie en janvier, avril, juillet et octobre. En tant qu'édition définitive, les versions durables pour l'usage à long terme suivaient, en intégrant un certain nombre de pièces trimestrielles. De nos jours, toutes les publications ne constituent que des versions définitives et il est difficile à retrouver la série trimestrielle et sa liste même sur Internet, à exception de ce catalogue en anglais de l'Édition Otto Harrassowitz à Wiesbaden, dans lequel fut imprimé le nom des Éditions Herbert Lang aussi, et publié le 15 août 1974 en collaboration avec Dom Jacques Froger de l'abbaye Saint-Pierre de Solesmes.
- publication trimestrielle (en janvier, avril, juillet et octobre)[oh 9]

1. janvier 1889 - octobre 1914 ; sauf n°4-15&16 (juillet-octobre 1892), n°9-34&35 (avril-juillet 1897), n°17-68&n°18-69 (octobre 1905-janvier 1906)[oh 12] et n°25-103 (juillet-octobre 1914)
2. décembre 1921 - janvier 1939 ; particularité de n°25-103 (juillet-octobre 1914 repoussé et décembre 1921)
3. janvier-avril et juillet-octobre 1951 (n°42-173&174 et -175&176) ainsi que janvier-avril et juillet-octobre 1952 (n°43-177&178 et -179&180), janvier-octobre 1953 (n°44-181,182,183&184)
4. janvier 1955 - octobre 1956 (dernière)

### Liste des versions définitives
- 1re série : 23 volumes, 1889 -[2] ( [tome épuisé] )

1. (1889) Introduction générale et Codex 339 de la bibliothèque de Saint-Gall, Antiphonale missarum sancti Gregorii (Xe siècle)  (ISBN 978-2-85274-144-7) 105 p.[2]
2. [1891] Le répons-graduel Justus ut palma reproduit en fac-similé d'après plus de deux cents antiphonaires manuscrits d'origines diverses du IXe au XVIIe siècle[19]
3. [1892] Le répons-graduel Justus ut palma reproduit en fac-similé d'après plus de deux cents antiphonaires manuscrits d'origines diverses du IXe au XVIIe siècle, deuxième partie[1]
4. (1894) Codex 121 de la bibliothèque d'Einsiedeln, Antiphonale missarum sancti Gregorii (Xe – XIe siècle)  (ISBN 978-2-85274-145-4) 116 p.[2] (réimpression 1974 chez Herbert Lang, Berne)[20]
5. (1896) Codex additional 34209 du Musée britannique, Antiphonarium Ambrosianum (XIIe siècle)  (ISBN 978-2-85274-179-9) 495 p. (récente réimpression, tome V/VI)[2]
6. (1900) Codex additional 34209 du Musée britannique, Antiphonarium Ambrosianum (XIIe siècle), transcription[17]
7. (1901) Codex H. 159 de la bibliothèque de l'École de médecine de Montpellier, Antiphonarium tonale missarum (XIe siècle)  (ISBN 978-2-85274-177-5) 369 p. (récente réimpression, tome VII/VIII)[2] (première publication chez Desclée, Tournai ; réimpression 1972 chez Herbert Lang, Berne et Francfort)[21]
8. (1901-1905) Codex H. 159 de la bibliothèque de l'École de médecine de Montpellier, Antiphonarium tonale missarum, phototypies (première publication chez Desclée, Tournai)[14]
9. (1906) Codex 601 de la bibliothèque capitulaire de Lucques, Antiphonaire monastique (XIIe siècle)  (ISBN 978-2-85274-175-1) 348 p. (première publication chez Desclée, Tournai)[22]
10. (1909) Codex 239 de la bibliothèque de Laon, Antiphonale missarum sancti Gregorii (IXe - Xe siècle)  (ISBN 978-2-85274-146-1) 214 p. (première publication chez Desclée, Tournai)[23]
11. (1912) Codex 47 de la bibliothèque de Chartres, Antiphonale missarum sancti Gregorii (Xe siècle)  (ISBN 978-2-85274-187-4) 175 p.[2] (première publication chez Desclée, Tournai)[24]
12. (1922) Codex F. 160 de la bibliothèque de la cathédrale de Worcester, Antiphonaire monastique (XIIIe siècle)  (ISBN 978-2-85274-178-2) 480 p.[2] (auparavant chez Desclée, Tournai)[25]
13. (1925) Codex 903 de la bibliothèque nationale de Paris, Graduel de Saint-Yrieix (XIe siècle)  (ISBN 978-2-85274-153-9) 327 p.[2] (première publication chez Desclée, Tournai)[26]
14. (1931) Codex 10673 du fonds latin de la bibliothèque vaticane, Graduel bénéventain (XIe siècle)  (ISBN 978-2-85274-163-8) 455 p.[2] (première publication chez Desclée, Tournai)[27]
15. (1937) Codex VI 34 de la bibliothèque captulaire de Bénévent, (XIe - XIIe siècle), Graduel avec prosaire et tropaire  (ISBN 978-2-85274-154-6) 325 p.[2] (auparavant chez Desclée, Tournai)[28]
16. (1955) Antiphonaire du Mont-Renaud, Xe siècle, Graduel et Antiphonaire de Noyon, 2e édition  (ISBN 978-2-85274-129-4) 340 p.[2]
17. [1958] Fragments des manuscrits de Chartres, présentation par le chanoine Yves Delaporte, 41 p.[29]
18. [1969] Roma, Angelica Codex 123 (XIe siècle), à la bibliothèque Angelica de Rome, 70 p. et 265 planches de photos (publié chez Herbert Lang, Berne)[30]
19. [1974] Le manuscrit 807, Universitätsbibliothek Graz (XIIe siècle), Graduel de Klosterneuburg,  (ISBN 978-3-261-00304-1) 168 p. (publié chez Herbert Lang, Berne)[31]
20. [1983] Le manuscrit VI-33, Archivio arcivescovile Benevento, Missel de Bénévent, début du XIe siècle, 288 p. (publié chez Peter Lang, Berne et Francfort)[32]
21. (1992) Les témoins manuscrits du chant bénéventain par Thomas Forrest Kelly  (ISBN 978-2-85274-147-8) 451 p.[2]
22. (2001) Codex 21 de la bibliothèque capitulaire de Bénévent, Antiphonale monasticum (XIIe et XIIIe siècles)  (ISBN 978-2-85274-219-2) 688 p.[2]
23. (2014) Montecassino, Archivio dell' Abbazia, Ms. 542, Antiphonaire du XIIe siècle, édition par Katarina Livljanic, 200 planches en couleur  (ISBN 978-2-85274-224-6) 144 p[2].

- 2e série (monumentale) : 2 volumes

1. (1900) Antiphonaire de Hartker, manuscrits de Saint-Gall 390 - 391  (ISBN 978-2-85274-143-0) 546 p.[2]
2. (1924) Cantatorium de Saint-Gall, IXe siècle  (ISBN 978-2-85274-121-8) 167 p[2].

### 2esérie
Certes, la Paléographie musicale traite scientifiquement les matériels documentaires, symbolisée par son titre qui indique la publication des fac-similés réservée aux manuscrits des chants en latin. Cependant, en raison des pages des études dans le recueil trimestriel, l'atelier subit un certain nombre de désabbonnements. Après avoir réfléchi, Dom André Mocquereau décida de sortir une autre série uniquement consacrée à l'objectif initial. C'est pourquoi la série monumentale fut directement publiée comme version définitive, sans étape du recueil trimestriel. Dans cette optique, le premier tome dédié à l'Antiphonaire de Hartker parut en 1900.
Après la publication des deux tomes, il est vrai que d'autres furent trompeusement annoncés en tant que volumes III et IV de la 2e série. Ces deux livres furent finalement publiés en dehors de la série, afin de conserver le but de la série.
1. Eugène Cardine, Graduel neumé, 1966  (ISBN 978-2-85274-012-9)[33]
2. Jacques Hourlier, La notation musicale des chants liturgiques latins, 1960, 1996  (ISBN 2-85274-136-9)

Il est certain que la publication de la série II fut définitivement terminée, car selon la séparation des fonctions, adoptée en 1955, les tomes de la série I sont désormais publiés de cette manière.

## Directeur
Traditionnellement, le directeur de la Paléographie musicale et le maître de chœur étaient identiques. À savoir, l'étude est toujours reliée, à Solesmes, à la pratique du chant de célébration. Il faudrait ajouter le nom de Dom Jacques Froger, spécialiste de l'édition critique,, également en tant que responsable de l'atelier, parce qu'il soutint la succession des deux directeurs, Dom Gajard et Dom Claire. De plus, grâce à lui, l'histoire de la Paléographie musicale fut effectivement précisée au milieu des années 1970.
- André Mocquereau († 1930) : 1889 - 1930 ; fondateur de l'atelier ; maître de chœur (1889 - 1914?)
- Joseph Gajard († 1972) : 1930 - 1971 ; maître de chœur (1914 - 1971)[oh 14]
- Jean Claire († 2006) : 1971 - 1996 ; maître de chœur (1971 - 1996)[oh 15]
- Daniel Saulnier († 2023) : 1996 - 2010[35] ; docteur en musicologie médiévale (2005)[36] ; pareillement professeur de l'Institut pontifical de musique sacrée
- Patrick Hala : 2011 - directeur actuel